# Младофинская партия
Младофинская партия, или Партия младофиннов, или просто Младофинны (фин. Nuorsuomalainen Puolue), «Молодые финны» — либерально-демократическая политическая партия Финляндии; действовала в последнее десятилетие существования Великого княжества Финляндского, а также в течение первого года независимой Финляндии.
Число депутатов парламента от партии:
- Выборы-1907: 26
- Выборы-1908: 27
- Выборы-1909: 29
- Выборы-1910: 28
- Выборы-1911: 28
- Выборы-1913: 29
- Выборы-1916: 23
- Выборы-1917: 24

## История
Предшественником партии стала созданная в 1894 году фракция младофиннов в составе Финской партии. 
Традиционную программу Финской партии можно было охарактеризовать как религиозно-консервативную — в противовес ей младофинны имели собственную программу и выражали существовавшие в финском обществе оппозиционные националистические течения. Они, в частности, выступали против сотрудничества лидера Финской партии Юрьё-Коскинена с финляндским генерал-губернатором Гейденом. Лидерами младофиннов на начальном этапе существования фракции были писатель и журналист Юхани Ахо, журналист и политик Ээро Эркко и писатель Арвид Ярнефельт.
Организационно младофинны оформились как самостоятельная партия в 1906 году. Среди членов партии большей частью были представители интеллигенции, в том числе достаточно большое число журналистов и деятелей культуры. В финском парламенте партия на всех выборах оставалась третьей, получая от 23 до 29 мандатов (из двухсот).
В 1918 года давно существовавший раскол в партии усугубился и партия прекратила своё существование. Сторонники Каарло Юхо Стольберга основали новую партию — Национальную прогрессивную, сторонники Пера Свинхувуда вошли в партию Национальная коалиция.